# Coses de l'edat
Coses de l'edat (títol original: Rock'n Roll) és una pel·lícula de comèdia francesa del 2017 escrita i dirigida per Guillaume Canet. S'ha doblat i subtitulat al valencià i al català oriental.

## Sinopsi
La vida de l'actor i premiat director de cinema Guillaume Canet no pot ser millor. Té tot el que hauria desitjat: èxit professional, diners i una parella amb la qual comparteix un fill.

## Repartiment
- Guillaume Canet com a Guillaume Canet
- Marion Cotillard com a Marion Cotillard
- Philippe Lefebvre com Philippe Lefebvre
- Camille Rowe com a Camille Rowe
- Gilles Lellouche com a Gilles Lellouche
- Yvan Attal com a Yvan Attal
- Alain Attal com Alain Attal
- Johnny Hallyday com a Johnny Hallyday
- Laeticia Hallyday com a Laeticia Hallyday
- Maxim Nucci com a Maxim Nucci
- Yarol Poupaud com a Yarol Poupaud
- Kev Adams com a Kev Adams
- Ben Foster com a Ben Foster
- Pierre-Benoist Varoclier com a Nico
- Tifenn Michel-Borgey com a Lucien
- Fabrice Lamy com a Fabrice
- Théo Kailer com a Gaetan
- Andy Picci com a Andy Picci